# Ranco (província)
El Ranco é uma das províncias do Chile. Foi criada em 2 de outubro de 2007, juntamente com a Região de Los Rios

## Comunas
A Província é composta por quatro comunas, que até 2 de outubro faziam parte da Província de Valdivia:
- La Unión
- Futrono
- Río Bueno
- Lago Ranco